# اتحاد (نظرية المجموعات)

اجتماع الدائرتين يظهر باللون الأحمر.

في نظرية المجموعات، يشير مصطلح الاتحاد أو الاجتماع أو المجموع (يُدَوَّن بالرمز ∪) إلى العملية على المجموعات التي تستخدم في دمج مجموعتين للحصول على مجموعة جديدة تحوي عناصر كلا المجموعتين.
كمثال بسيط على هذه العملية، إن اجتماع مجموعتين منفصلتين لا تشتركان بأي عنصر هو المجموعتان ذاتهما.

## اتحاد مجموعتين
اتحاد مجموعتين A و B هو مجموعة. و تتكون من العناصر التي تنتمي إلى المجموعة A أو المجموعة B . و نرمز له ب A ∪ B.
رياضيا نكتب :
مثال : اتحاد المجموعة {1,2,3} و المجموعة {2,3,4} هو المجموعة {1,2,3,4}.

## الخصائص الجبرية
- الاتحاد عملية تجميعية. لتكن A, B, C مجموعات. لدينا:

{\displaystyle A\cup (B\cup C)=(A\cup B)\cup C.}
- الاتحاد عملية تبديلية. لتكن A, B مجموعتين. لدينا :
A ∪ B = B ∪ A
- التقاطع توزيعي بالنسبة للاتحاد. لتكن A, B, C مجموعات. لدينا :

(A ∩ (B ∪ C) = (A ∩ B) ∪ (A ∩ C